# Гупкин
Гупкин (рус. Губкин) град је у Русији у Белгородској области. Удаљен је око 500 km од Москве. Према попису становништва из 2010. у граду је живело 88.562 становника.
Насеље је основано током тридесетих година 20. века у близини великог налазишта руде гвожђа на југу Русије. Губкин је 1955. године добио статус града. Рударско је средиште, а гвожђе се ископава углавном на површинским копом.

## Становништво
Према прелиминарним подацима са пописа, у граду је 2010. живело 88.562 становника, 2.479 (2,88%) више него 2002.
| 1939. | 1959.  | 1970.  | 1979.  | 1989.  | 2002.  | 2010.  |
| ----- | ------ | ------ | ------ | ------ | ------ | ------ |
| 400   | 21.333 | 54.074 | 65.140 | 73.848 | 86.083 | 88.560 |